# سیم گنج
سیم گنج  جماعت و شهرکی در کشور تاجیکستان است که در ناحیهٔ وحدت ناحیه‌های تابع جمهوری قرار دارد. جمعیت این جماعت ۲۴۲۴۹ است.